# Mobilità pedonale
Dagli anni '90 si è affermata la necessità di improntare a criteri di sostenibilità la mobilità urbana assegnando alla mobilità pedonale, intesa come possibilità di spostamento a piedi negli spazi all'aperto, un ruolo centrale. La mobilità pedonale, assieme a quella ciclabile, viene definita anche "mobilità lenta" o "mobilità dolce" perché implica l'impiego esclusivo della capacità fisica dell'uomo.

## Muoversi a piedi in città
La mobilità pedonale genera effetti salutari sul pedone perché implica l'attività motoria, inoltre se gli spostamenti a piedi diventano alternativi a quelli effettuati con gli automezzi, migliora l'ambiente urbano in quanto si riducono le emissioni (il rumorele sostanze inquinanti), la congestione veicolare (il tempo trascorso nelle strade dagli automobilisti per percorrere le stesse distanze) aumenta la fruibilità degli spazi pubblico e le occasioni d'incontro tra pedoni.

## Le città e il pedone
In Europa il 30% dei tragitti effettuati in automobile copre distanze inferiori ai 3 km e il 50% distanze inferiori ai 5km, spostamenti che potrebbero essere tranquillamente effettuati in 15-20 minuti di bicicletta o 30-50 minuti a piedi.  È chiaro quindi che la conversione di una quota significativa degli spostamenti effettuati in automobile in spostamenti a piedi o in bicicletta sarebbe non solo auspicabile, ma anche possibile e benefica nel contrasto ai crescenti tassi di sedentarietà.
Prima dell'avvento dell'automobile, le città venivano costruite in modo tale da massimizzare gli spostamenti, per cui la densità degli edifici era tale che in poco spazio si trovavano tutti i principali servizi e il cittadino poteva raggiungerli a piedi. L'automobile ha condizionato l'urbanistica moderna che si è indirizzata verso modelli insediativi basati su sistemi di mobilità "veloci" in grado di coprire ampi spazi, privilegiando lo sviluppo esteso della città. 
A livello territoriale questa pianificazione ha prodotto lo sprawling, cioè la diffusione del costruito nel territorio correlato al cosiddetto consumo di suolo. 
In città l'uso delle auto ha prodotto nuove forme di degrado: inquinamento acustico e dell'aria, incidenti e diminuzione della vivibilità degli spazi urbani, sottraendo ai pedoni gli spazi pubblici che costituivano luoghi d'incontro e di socializzazione.
Alcune città del Nord Europa, spinte da una cultura ecologica e da politiche basate sul concetto di eco-comunity, già dagli anni '70 avevano iniziato a ripensare all'organizzazione dello spazio, con l'allontanamento del traffico privato dal centro della città (Stoccolma, Edimburgo, Oslo, Londra, Copenaghen, Amsterdam). Questi interventi hanno consentito un miglioramento del comfort urbano.
Questo fenomeno, basato sulla riqualificazione degli spazi urbani e sull'incentivazione dei modi di spostamenti ecologici, si afferma con lentezza in Italia.

## Azioni per la mobilità pedonale in ambito urbano
Le politiche che promuovono la mobilità pedonale sono finalizzate a:
- valorizzare i luoghi d'incontro (piazze, aree verdi) connettendoli fra loro e rendendoli facilmente raggiungibili;
- promuovere lo sviluppo culturale e il miglioramento ecologico della città.
- aumentare gli scambi tra i quartieri.

Le soluzioni tecniche fanno riferimento a due diversi approcci:
1. la netta separazione dei flussi;
2. la coesistenza dei flussi.

In Italia è generalmente prevalso il primo approccio con la realizzazione delle isole pedonali in alcune parti di città (generalmente nei centri storici); tale soluzione ha però riproposto un nuovo tipo di zonizzazione che ha snaturato il carattere continuo della città, accentuando la cesura tra parti vecchie e nuove.
L'approccio del secondo tipo, noto anche come moderazione del traffico, prevede la realizzazione di zone 30 km/h in cui i guidatori sono esortati a ridurre la velocità e a prestare attenzione al fatto che pedoni e ciclisti sono parte degli elementi naturali della strada.
L'isola ambientale definita dalle zone 30 km/h favorisce la vivibilità a scala di quartiere grazie alla presenza di servizi, attrezzature, aspetti paesaggistici ed architettonici che soddisfano maggiormente le esigenze quotidiane degli abitanti.
Gli interventi per la mobilità pedonale rientrano nelle seguenti tipologie:
- riduzione del traffico automobilistico e realizzazione di autorimesse per liberare lo spazio stradale dalle automobili;
- rendere confortevoli gli spostamenti a piedi con l'arredo urbano (verde, panchine, pavimentazioni);
- realizzazione di una rete di percorsi pedonali con adeguate caratteristiche: privi di barriere architettoniche, confortevoli, continui nelle intersezioni stradali (per dare precedenza ai pedoni), protetti per garantire condizioni di sicurezza rispetto agli automezzi.